# Jardinillos de la Estación (Palencia)

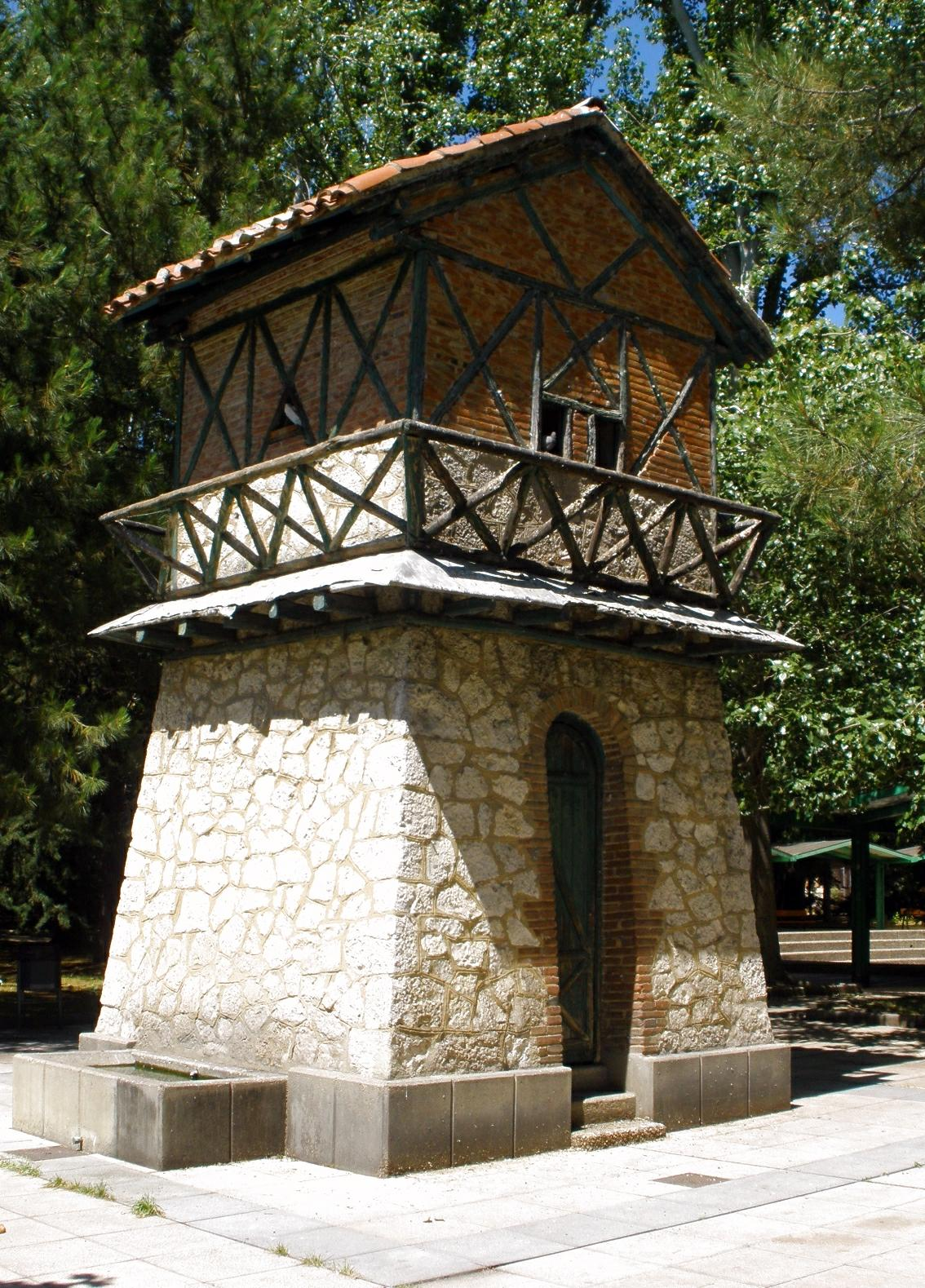
Palomar

Los jardinillos de la Estación es un parque de la ciudad de Palencia. Más conocido por los palentinos simplemente como jardinillos fue inaugurado en el año 1875 junto con la estación del Norte y fue creado para proporcionar un digno pórtico de acceso a la ciudad. 

## Características
La actual superficie de 26 130 m² se alcanzó tras la remodelación realizada a comienzos de la década de 1980 que, respetando el peculiar palomar construido a principios de siglo, concretamente en 1925 por Fernando Unamuno Lizarraga y con la incorporación de un pequeño auditorio (anfiteatro), una cascada y un canal.
La zona verde se complementa con el pequeño parque situado en las traseras de la Iglesia de San Pablo, donde se encuentran las boleras donde se juega a la petanca.
El ayuntamiento realizó una actuación integral de mejora de los pavimentos de los pasillos centrales, así como algunos otros elementos, tales como la pérgola, las farolas o el mobiliario urbano, siempre con la óptica de mantener la esencia del céntrico parque. Además, se restauró la carpintería del tradicional palomar rústico. La restauración se llevó a cabo entre los años 2009 y 2010.
Es el principal acceso de turistas desde las estaciones de tren y autobús hacia el centro de la ciudad.

## Flora y fauna
La vegetación está compuesta por numerosas encinas, acacias, cedros, plátanos, cipreses, castaños, ciruelos de pissard, nogales. La avifauna más representativa está formada por abundantes parejas de gorriones, patos, palomas, tórtolas y petirrojos.

## Instalaciones

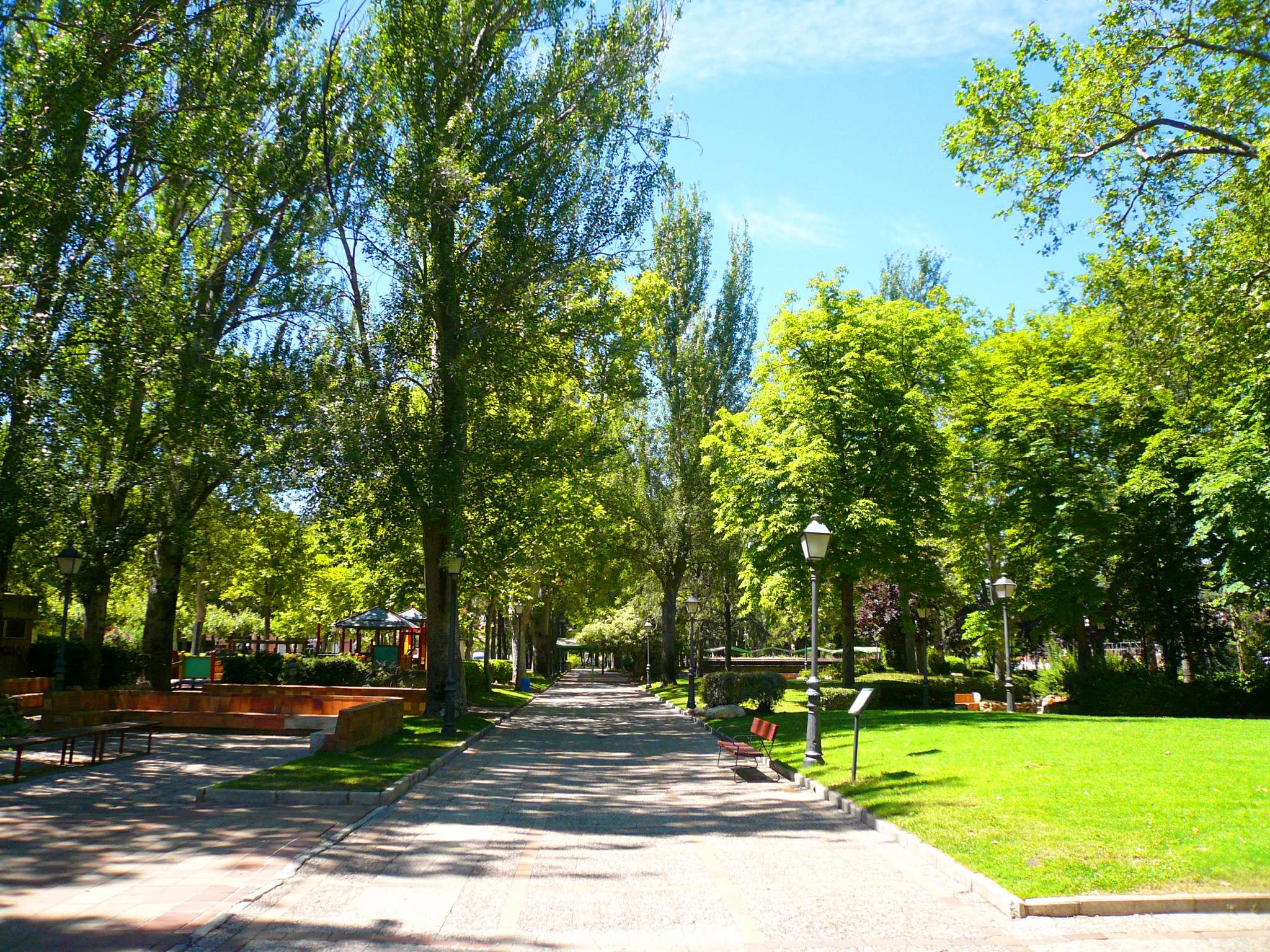
Aspecto anterior del parque antes de su remodelación en 2020

Este noble parque además de lo anteriormente mencionado dispone de, zonas de juego, pista de patinaje, estanques...
Se encuentran también el mítico palomar, una churrería y la Escuela Municipal de Musical, establecida en la antigua estación de tren de vía estrecha actualmente desmantelada que la unía con Villalón y que formaba parte de los FFCC Secundarios de Castilla, coloquialmente conocidos como tren burra.

## Remodelación

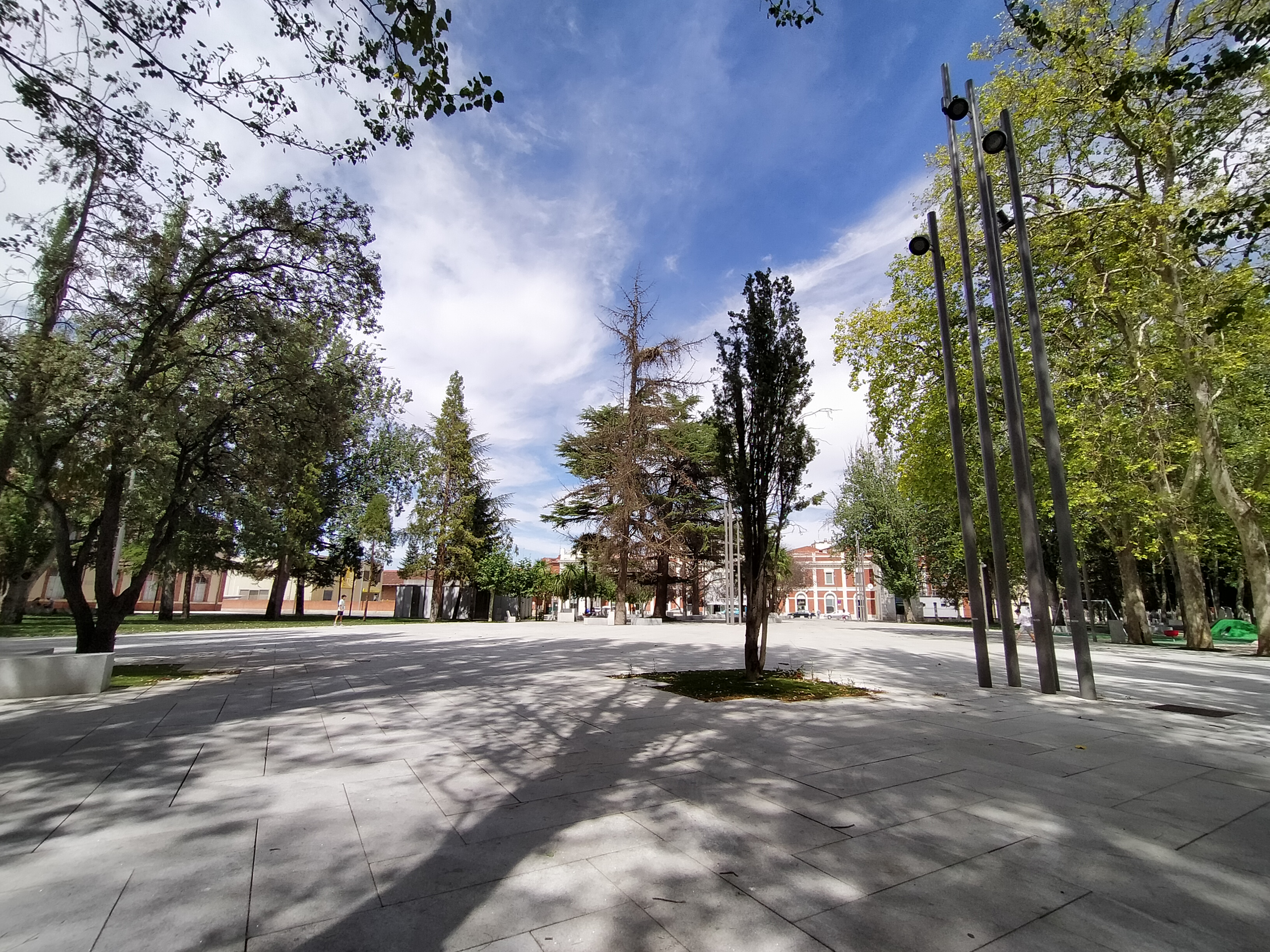
Estado actual del parque tras la remodelación en 2020

En 2020 se llevó a cabo una profunda remodelación del parque, dejando todas las zonas al mismo nivel y aumentando las zonas verdes respecto a su aspecto anterior, se ampliaron las zonas de tránsito y se dio una visión mejorada frente a la que tenía antes que era un poco abandonada. Se consiguió acercar las dos estaciones al parque, se cambió la zona infantil y se reubicó el skatepark. Se construyó un nuevo estanque.